# 올림픽 폴란드 선수단
올림픽 폴란드 선수단은 폴란드를 대표하여 올림픽에 참가하는 선수단이다. 폴란드는 1924년 올림픽에 처음 참가했으며 그 이후로 소련이 주도한 1984년 하계 올림픽 보이콧에 강제로 참여한 1984년 대회를 제외하고는 모든 하계 올림픽에 선수단을 파견해 왔다. 폴란드는 또한 모든 동계 올림픽에 참가했다.
폴란드 선수들은 19개 여름 스포츠와 5개 겨울 스포츠에서 총 321개의 메달(금 79개, 은메달 96개, 동메달 146개)을 획득했다. 폴란드는 올림픽을 개최한 적이 없는 국가 중 헝가리 다음으로 총 메달 수에서 두 번째로 성공적인 국가이다. 올림픽에서 전국 최고 성적은 1976년 몬트리올 하계 올림픽에서 발생했으며, 폴란드 선수들은 금메달 7개, 은메달 6개, 동메달 13개를 획득하여 메달 순위에서 6위를 차지했다.
가장 성공적인 팀은 축구와 배구였다. 폴란드는 현대5종 역대 5위, 육상 7위를 기록했으며, 역도, 무술, 노르딕 스키에서도 성공했다.
폴란드 국가 올림픽 위원회는 폴란드 올림픽 위원회(폴란드어: Polski Komitet Olimpijski, PKOl)이다. 1918년에 설립되어 1919년에 인정을 받았다.

## 같이 보기
- 분류:폴란드의 올림픽 참가 선수